# سیگوارد هولتنانتس
سیگوارد هولتنانتس (انگلیسی: Sigvard Hultcrantz; ۲۲ مهٔ ۱۸۸۸ – ۴ مارس ۱۹۵۵) ورزشکار ورزش تیراندازی اهل سوئد بود.
وی در مسابقات کشوری و بین‌المللی در مجموع برندهٔ ۲ مدال نقره شده‌است.